# 陳庭揚
陳庭揚（英語：Chen Ting-yang，1992年9月28日—），臺灣花蓮縣人，為一位臺灣足球運動員，在足球場上司職後衛，目前效力於台灣企業甲級足球聯賽球隊台中 FUTURO。

## 生平
陳庭揚是臺灣花蓮縣人，期最早與足球的接觸是在國小三年級，原本陳庭揚為國小羽球隊隊員，後來同校足球隊在練習時，他將偏離場地的足球踢還給足球隊而被注意到。陳庭揚國中時期就讀於花蓮縣當地有名的足球名校美崙國中，原本他的站位是在中場，然而當時該校足球隊教練因身高考量，而讓他轉而站到後衛，並曾在2008年的第22屆新加坡「獅城盃」邀請賽中獲得U17代表隊的正選。高中時進入到花蓮高中就讀。
大學時期，再進入到國立臺灣體育大學就讀，加入該校的足球校隊，並在103學年度大專足球聯賽（UFA）公開一級決賽中，代表臺體大出戰台北市立大學，最終以PK戰6:5的比數獲得冠軍。2015年陳庭揚自臺體大畢業。
2015年10月，陳庭揚代表花蓮縣出戰由高雄市舉辦的2015年全國運動會男子足球項目，並隨隊獲得季軍。

## 球員生涯

### 俱樂部
陳庭揚自台體大畢業後，先因兵役問題進入到台灣國訓足球隊效力，於2018年的台企甲第二賽季轉投台電足球隊。
2019年3月9日，陳庭揚加盟香港超級聯賽的理文足球會。
2019年6月，只與理文簽下短期合約的陳庭揚，沒能得到續約，返回台灣加入 台中 FUTURO。

### 國家隊
陳庭揚代表中華台北出戰國際比賽的紀錄包括有中華臺北U18青年代表隊，以及中華臺北U22代表隊。
而成年男子足球代表隊的部分，最早是在2013年的菲律賓和平盃足球邀請賽時入選名單，而在隔年2014年菲律賓和平盃對上地主國菲律賓以及巴勒斯坦的比賽中，陳庭揚都獲得先發球員的機會，2014年10月中華臺北與柬埔寨國家足球隊之間的友誼賽中，陳庭揚更是中華隊先發名單中唯一的一位大學生。
陳庭揚皆有入選到2018年世界盃資格賽亞洲區第一輪以及2018年世界盃資格賽亞洲區第二輪中華臺北的出賽大名單中。
2017年12月，陳庭揚代表中華臺北出賽由中華民國足球協會主辦之中華足協國際邀請賽時，於12月3日晚間對上菲律賓國家隊的比賽中，於下半場獲得沈子貴開的角球助攻頭槌破門，為陳庭揚代表中華臺北的首顆進球。

## 國家隊生涯統計
| 中華台北                | 中華台北 | 中華台北 | 中華台北                    |
| 年度                    | 出賽     | 進球     | 參考                        |
| ----------------------- | -------- | -------- | --------------------------- |
| 2013                    | 2        | 0        | 來源 （页面存档备份，存于） |
| 2014                    | 5        | 0        | 來源 （页面存档备份，存于） |
| 2015                    | 7        | 0        | 來源 （页面存档备份，存于） |
| 2016                    | 9        | 0        | 來源 （页面存档备份，存于） |
| 2017                    | 7        | 2        | 來源 （页面存档备份，存于） |
| 2018                    | 8        | 1        | 來源 （页面存档备份，存于） |
| 2019                    | 8        | 0        | 來源 （页面存档备份，存于） |
| 2021                    | 5        | 0        | 來源 （页面存档备份，存于） |
| 2022                    | 1        | 0        | 來源 （页面存档备份，存于） |
| 2023                    | 2        | 1        | 來源 （页面存档备份，存于） |
| 總計                    | 54       | 4        | 來源 （页面存档备份，存于） |
| 最後更新於2023年6月19日 |          |          |                             |

## 國家隊進球紀錄
| 進球紀錄 | 日期           | 地點                 | 對手   | 比分 | 賽果 | 比賽類型                           |
| -------- | -------------- | -------------------- | ------ | ---- | ---- | ---------------------------------- |
| 1.       | 2017年12月3日  | 臺灣臺北市臺北田徑場 | 菲律賓 | 3-0  | 3-0  | 2017年中華足協國際邀請賽           |
| 2.       | 2017年12月4日  | 臺灣臺北市臺北田徑場 | 东帝汶 | 2-1  | 3-1  | 2017年中華足協國際邀請賽           |
| 3.       | 2018年11月11日 | 臺灣臺北市臺北田徑場 | 香港   | 1-1  | 1-2  | 2019年東亞盃第二輪                 |
| 4.       | 2023年6月16日  | 臺灣高雄市國家體育場 | 泰國   | 2-2  | 2-2  | 2023台灣運彩國際男子足球積分邀請賽 |

## 資料來源
1. 1 2  I Love Football 足球狂熱. . 運動視界. 2015-08-26  [2015-10-28]. （原始内容存档于2016-03-05） （中文（臺灣））.
2. ↑  . 中華民國足球協會.   [2015-10-28] （中文（臺灣））.
3. 1 2  . 國立花蓮高中.   [2015-10-28] （中文（臺灣））.[永久]
4. ↑  . 臺灣體育運動大學.   [2015-10-28]. （原始内容存档于2016-03-04） （中文（臺灣））.
5. ↑  李秉昇. . SSU 大專學生運動網. 2015-04-15  [2015-10-28]. （原始内容存档于2016-03-04） （中文（臺灣））.
6. ↑  久保. . 運動視界. 2015-10-18  [2015-10-27]. （原始内容存档于2019-11-30） （中文（臺灣））.
7. ↑  .   [2015-10-27] （中文（臺灣））.[]
8. ↑  . ETtoday. 2018-04-13  [2018-08-11]. （原始内容存档于2022-03-25） （中文（臺灣））.
9. ↑  . 東網. 2019-03-09  [2019-03-09]. （原始内容存档于2021-06-06） （中文（臺灣））.
10. ↑  謝孟儒. . ETtoday. 2019-06-06  [2019-07-27]. （原始内容存档于2019-07-27） （中文（臺灣））.
11. ↑  守拙. . ETtoday. 2019-07-04  [2019-07-27] （中文（臺灣））.
12. ↑  張克銘. . 東森新聞. 2014-10-08  [2015-10-28]. （原始内容存档于2015-05-14） （中文（臺灣））.
13. ↑  . 中華民國足球協會. 2014-10-08  [2015-10-28]. （原始内容存档于2015-05-03） （中文（臺灣））.
14. ↑  張克銘. . 東森新聞. 2015-08-24  [2015-10-28]. （原始内容存档于2016-03-07） （中文（臺灣））.
15. ↑  李弘斌. . 中時電子報. 2017-12-03  [2017-12-04]. （原始内容存档于2019-12-07） （中文（臺灣））.

## 外部連結
- 陳庭揚 （页面存档备份，存于）在national-football-teams.com的球員資料